# Ana de Mendoza y de la Cerda
Ana de Mendoza y de la Cerda, ook bekend als prinses van Eboli, gravin van Melito en hertogin van Pastrana (Cifuentes, Guadalajara, 29 juni 1540 – Pastrana, 2 februari 1592), was een Spaanse aristocrate.

## Beginjaren
Ana huwde Ruy Gómez de Silva toen ze twaalf jaar oud was (1552), door de aanbeveling van Filips II van Spanje. Haar man was prins van Eboli en minister van de koning. Ze werd beschouwd als een van de meest getalenteerde vrouwen van haar tijd en hoewel ze een oog verloor, werd ze beschouwd als een van de mooiste dames in Spanje.
Ana kreeg 10 kinderen uit dit huwelijk, waarvan er twee binnen een jaar stierven en van wie één de leeftijd onbekend is:
- Diego (ca. 1558 - 1563);
- Ana de Silva y Mendoza (1560 - 1610), trouwde in 1572 met Alonso de Guzmán El Bueno (1550 - 1615);
- Rodrigo de Silva y Mendoza (1562 - 1596);
- Pedro de Silva y Mendoza (ca. 1563);
- Diego de Silva y Mendoza (1564 - 1630);
- Ruy de Silva y Mendoza (1565 - ?);
- Fernando de Silva y Mendoza, later Pedro González de Mendoza (1570 - 1639);
- Maria de Mendoza y Maria de Silva (ca. 1570);
- Ana de Silva y Mendoza (1573 - 1614).

## Latere intriges
Na de dood van haar man in 1573, bracht Ana drie jaar in een klooster door, maar keerde terug naar het openbare leven in 1576. Zij sloot aan het koninklijk hof een verbond met staatssecretaris Antonio Pérez. Op beschuldiging van verraad van staatsgeheimen werden ze in 1579 gearresteerd. Ze overleed in de gevangenis in 1592.

## Optredens in fictie
Ana trad een aantal keer op als personage:
- In Schillers toneelspel Don Carlos
- In de opera van Giuseppe Verdi, Don Carlos
- In de uitgebreide, Nederlandse tv-serie Willem van Oranje uit 1984 als vurige minnares en fanatieke raadgever van koning Filips II.

Zij is ook het hoofdpersonage in That Lady, een roman van Kate O'Brien uit 1946. Het boek is verfilmd in 1955 onder dezelfde naam, met Olivia de Havilland als Ana Mendoza en onder regie van Terence Young. 